# Haplopsebium villiersi
Haplopsebium villiersi är en skalbaggsart som beskrevs av Reé Michel Quentin 1984. Haplopsebium villiersi ingår i släktet Haplopsebium och familjen långhorningar. Inga underarter finns listade i Catalogue of Life.